# Culeolus likae
Culeolus likae är en sjöpungsart som beskrevs av Sanamyan, K.E. och N.P. Sanamyan 2002 . Culeolus likae ingår i släktet Culeolus och familjen lädermantlade sjöpungar.
Artens utbredningsområde är Södra Ishavet. Inga underarter finns listade i Catalogue of Life.